# Pancake
Un pancake és una mena de crep, sovint prim i rodó, preparat a partir d'una pasta de midó que pot contenir ous, llet i mantega i cuit sobre una superfície calenta, com una planxa o paella, sovint fregint amb oli o mantega. Les evidències arqueològiques suggereixen que els pancakes van ser probablement el menjar de cereals més antic i més estès que es menjava a les societats prehistòriques.
La seva forma i estructura varien a tot el món. Al Regne Unit solen ser sense llevat i semblen una crep. A l'Amèrica del Nord s'utilitza normalment llevat en pols, creant pancakes gruixuts i flonjos. Una crep és un pancake fi d'origen bretó cuinada per una o per les dues cares en una paella o crepadora especial per aconseguir tot un seguit de fines bombolles. Una altra variació és el palačinke, un pancake prim i humit fregit a banda i banda que prové del sud-est d'Europa i que es pot farcir amb diversos tipus de condiments, tant dolços com salats.